# Kugisaki Yasuomi
Yasuomi Kugisaki (sinh ngày 3 tháng 5 năm 1982) là một cầu thủ bóng đá người Nhật Bản.

## Sự nghiệp câu lạc bộ
Yasuomi Kugisaki đã từng chơi cho Tokai Wings, Avispa Fukuoka và Honda Lock.